# Alejandro Pérez
Alejandro Pérez Domínguez (Aguascalientes, 2 de setembro de 1989) é um lutador mexicano de artes marciais mistas, que atualmente compete na categoria peso-galo do Ultimate Fighting Championship (UFC). Ele foi o ganhador do The Ultimate Fighter: América Latina, no peso-galo.

## Carreira no MMA

### Começo da carreira
Pérez fez sua estreia profissional nas artes marciais mistas em 2005, aos 16 anos de idade, competindo por promoções regionais em todo o México. Ele foi capaz de compilar um cartel de 14-5, antes de entrar no The Ultimate Fighter, em 2014.

### The Ultimate Fighter: América Latina
Em maio de 2014, foi revelado que Pérez seria um membro do elenco do The Ultimate Fighter: América Latina, competindo na Equipe Velasquez.
No decorrer do reality show, Pérez derrotou Fredy Serrano, nas quartas de final, por decisão unânime. Nas semifinais, Pérez derrotou Guido Cannetti por nocaute no primeiro round, chegando às finais.

### Ultimate Fighting Championship
Pérez fez sua estreia oficial no UFC no dia 15 de novembro de 2014, no UFC 180, enfrentando o colega do TUF e ex-oponente José Alberto Quiñónez, nas finais do peso-galo. Pérez derrotou Quiñónez por decisão unânime, tornando-se o vencedor do reality.
Na sua segunda luta com a promoção, Pérez enfrentou Patrick Williams, em 13 de junho de 2015, no UFC 188. Ele perdeu a luta por finalização no primeiro round.
Pérez enfrentou Scott Jorgensen, em 21 de novembro de 2015, no The Ultimate Fighter: América Latina 2 Finale. Ele ganhou a luta por TKO no segundo round, depois que Jorgensen foi incapaz de continuar depois de machucar o tornozelo.
Pérez enfrentou Ian Entwistle, em 10 de abril de 2016, no UFC Fight Night: Rothwell vs. dos Santos. Ele ganhou a luta por TKO no primeiro round, e também ganhou um bônus de Performance da Noite.
Pérez enfrentaria Manvel Gamburyan, em 17 de setembro de 2016, no UFC Fight Night: Poirier vs. Johnson. No entanto, Gamburyan desistiu da luta em meados de agosto, por razões pessoais não reveladas, e foi substituído por Albert Morales. A luta terminou em empate majoritário.
Pérez enfrentaria Rob Font, em 3 de dezembro de 2016, no The Ultimate Fighter 24 Finale. No entanto, Pérez saiu da luta em 24 de novembro. Ele foi substituído pelo recém-chegado na organização, Matt Schnell.
Pérez enfrentou Andre Soukhamthath, em 5 de agosto de 2017, no UFC Fight Night 114. Ele venceu a luta por decisão dividida.
Pérez enfrentou Iuri Alcântara, em 9 de dezembro de 2017, no UFC Fight Night 123. Ele venceu a luta por decisão unânime.
Pérez enfrentou Matthew Lopez, em 14 de abril de 2018, no UFC on Fox 29. Ele venceu a luta por TKO no segundo round.
Pérez enfrentará Eddie Wineland, em 14 de julho de 2018, no UFC Fight Night 133.

## Campeonatos e realizações
- Ultimate Fighting Championship
  - Vencedor do The Ultimate Fighter: América Latina
  - Performance da Noite (uma vez) vs. Ian Entwistle

## Cartel no MMA
| Cartel no MMA   |             |            |
| 30 lutas        | 21 vitórias | 8 derrotas |
| Por nocaute     | 9           | 2          |
| Por finalização | 5           | 3          |
| Por decisão     | 7           | 3          |
| Empates         | 1           | 1          |

| Res.    | Cartel | Oponente              | Método                                 | Evento                                                           | Data       | Round | Tempo | Local                   | Notas                                                                           |
| ------- | ------ | --------------------- | -------------------------------------- | ---------------------------------------------------------------- | ---------- | ----- | ----- | ----------------------- | ------------------------------------------------------------------------------- |
| Vitória | 22-8-1 | Johnny Eduardo        | Finalização (chave de braço invertida) | UFC Fight Night: Santos vs. Walker                               | 02/09/2021 | 2     | 4:13  | Las Vegas, Nevada       | Performance da Noite.                                                           |
| Derrota | 21-8-1 | Song Yadong           | Nocaute (soco)                         | UFC 239: Jones vs. Santos                                        | 06/07/2019 | 1     | 2:04  | Las Vegas, Nevada       |                                                                                 |
| Derrota | 21-7-1 | Cody Stamann          | Decisão (unânime)                      | UFC 235: Jones vs. Smith                                         | 02/03/2019 | 3     | 5:00  | Las Vegas, Nevada       |                                                                                 |
| Vitória | 21-6-1 | Eddie Wineland        | Decisão (unânime)                      | UFC Fight Night: dos Santos vs. Ivanov                           | 14/07/2018 | 3     | 5:00  | Boise, Idaho            |                                                                                 |
| Vitória | 20-6-1 | Matthew Lopez         | Nocaute Técnico (joelhadas e socos)    | UFC on Fox: Poirier vs. Gaethje                                  | 14/04/2018 | 2     | 3:42  | Glendale, Arizona       |                                                                                 |
| Vitória | 19-6-1 | Iuri Alcântara        | Decisão (unânime)                      | UFC Fight Night: Swanson vs. Ortega                              | 09/12/2017 | 3     | 5:00  | Fresno, Califórnia      |                                                                                 |
| Vitória | 18-6-1 | Andre Soukhamthath    | Decisão (dividida)                     | UFC Fight Night: Pettis vs. Moreno                               | 05/08/2017 | 3     | 5:00  | Cidade do México        |                                                                                 |
| Empate  | 17-6-1 | Albert Morales        | Empate (majoritário)                   | UFC Fight Night: Poirier vs. Johnson                             | 17/09/2016 | 3     | 5:00  | Hidalgo, Texas          | Pérez teve deduzido 1 ponto por bater em Morales após o final do segundo round. |
| Vitória | 17-6   | Ian Entwistle         | Nocaute Técnico (socos)                | UFC Fight Night: Rothwell vs. dos Santos                         | 10/04/2016 | 1     | 4:04  | Zagreb                  | Performance da Noite.                                                           |
| Vitória | 16-6   | Scott Jorgensen       | Nocaute Técnico (lesão no tornozelo)   | The Ultimate Fighter América Latina 2 Finale: Magny vs. Gastelum | 21/11/2015 | 2     | 4:26  | Monterrey               |                                                                                 |
| Derrota | 15-6   | Patrick Williams      | Finalização Técnica (guilhotina)       | UFC 188: Velasquez vs. Werdum                                    | 13/06/2015 | 1     | 0:23  | Cidade do México        |                                                                                 |
| Vitória | 15-5   | José Alberto Quiñónez | Decisão (unânime)                      | UFC 180: Werdum vs. Hunt                                         | 15/11/2014 | 3     | 5:00  | Cidade do México        | Ganhou o The Ultimate Fighter: América Latina no Peso Galo.                     |
| Vitória | 14-5   | Wanderson Marinho     | Finalização (mata leão)                | Jungle Fight 59                                                  | 12/10/2013 | 2     | 1:15  | Rio de Janeiro          |                                                                                 |
| Derrota | 13-5   | José Alberto Quiñónez | Decisão (unânime)                      | Fight Club Mexico 3                                              | 02/08/2013 | 3     | 5:00  | Aguascalientes          |                                                                                 |
| Vitória | 13-4   | Carlo Medina          | Nocaute Técnico (socos)                | Kamikaze Fight League 2                                          | 29/05/2013 | 1     | 1:49  | Puerto Vallarta         |                                                                                 |
| Vitória | 12-4   | Masio Fullen          | Decisão (unânime)                      | Xtreme Combat 14                                                 | 23/06/2012 | 3     | 5:00  | Cidade do México        |                                                                                 |
| Vitória | 11-4   | Fabian Galvan         | Decisão (unânime)                      | The Supreme Cage 1                                               | 10/03/2012 | 3     | 5:00  | Monterrey               |                                                                                 |
| Derrota | 10-4   | Masio Fullen          | Nocaute Técnico (socos)                | Total Fight Championship                                         | 28/05/2011 | 1     | 4:00  | Guadalajara             |                                                                                 |
| Vitória | 10-3   | Gilberto Aguilar      | Decisão (unânime)                      | Supreme Combat Challenge 4                                       | 12/11/2010 | 3     | 5:00  | Guadalajara             |                                                                                 |
| Vitória | 9-3    | Rodolfo Rubio Pérez   | Nocaute Técnico (socos)                | Total Combat 33                                                  | 11/07/2009 | 2     | 0:51  | Cidade do México        |                                                                                 |
| Vitória | 8-3    | Jorge Pineda          | Nocaute Técnico (socos)                | Black FC 5                                                       | 19/03/2009 | 2     | 0:45  | Zapopan                 |                                                                                 |
| Vitória | 7-3    | Victor Jauregui       | Nocaute Técnico (socos)                | MMA Xtreme 22                                                    | 16/08/2008 | 1     |       | Cidade do México        |                                                                                 |
| Vitória | 6-3    | Gaston Pérez          | Finalização (mata leão)                | Black FC 3                                                       | 29/05/2008 | 1     | 1:06  | Zapopan                 |                                                                                 |
| Derrota | 5-3    | Kevin Dunsmoor        | Finalização (chave de braço)           | MMA Xtreme 21                                                    | 19/04/2008 | 2     | 1:27  | Cidade do México        |                                                                                 |
| Vitória | 5-2    | Carlos de Luna        | Finalização (triângulo)                | MMA Xtreme 19                                                    | 02/02/2008 | 1     | 1:49  | Cancun                  |                                                                                 |
| Derrota | 4-2    | Ivan Lopez            | Decisão (unânime)                      | MMA Xtreme 18                                                    | 26/01/2008 | 3     | 5:00  | Tijuana                 |                                                                                 |
| Vitória | 4-1    | Jorge Pineda          | Nocaute Técnico (socos)                | Black FC 2                                                       | 01/11/2007 | 1     | 1:44  | Zapopan                 |                                                                                 |
| Derrota | 3-1    | Chris David           | Finalização (chave de braço)           | MMA Xtreme 11                                                    | 21/04/2007 | 2     | 0:36  | Cidade do México        |                                                                                 |
| Vitória | 3-0    | Roberto Esparaza      | Nocaute (socos)                        | MMA Xtreme 2                                                     | 23/04/2006 | 1     |       | Cidade do México        |                                                                                 |
| Vitória | 2-0    | Marcello Porto        | Finalização (guilhotina)               | Espartan Fighting 7                                              | 30/09/2005 | 1     |       | Monterrey               |                                                                                 |
| Vitória | 1-0    | Mario Rivera          | Finalização (mata leão)                | Gladiator Challenge 39                                           | 17/06/2005 | 1     | 2:11  | Porterville, Califórnia |                                                                                 |